# Kundenbefragung
Der Begriff Kundenbefragung bezeichnet eine Methode der Gewinnung von Informationen über Zufriedenheit, Erwartungen und Kaufgewohnheiten aktueller oder potentieller Kunden. Die Kenntnis der Kunden und ihres (zukünftigen) Kaufverhaltens (Markttrend) gilt als die wichtigste Voraussetzung für die Effektivität (Zielerreichung) und Effizienz (Kosten) aller strategischen und operativen Marketinginstrumente in einem Marketingplan. Aufgrund dieser Bedeutung müssen Kundenbefragungen besonders hohen Qualitätskriterien wie zum Beispiel (Validität, Reliabilität) und Relevanz gerecht werden.

## Begriffliche Abgrenzung und Definitionen
Die Kundenbefragung ist als Fachdisziplin in den Bereich der Marktforschung einzuordnen. Sie zählt zu den Erhebungsmethoden der Primärforschung, bei der die Daten durch Befragung oder Beobachtung ‚vor Ort‘ ermittelt werden. Die Art und der Umfang der Befragung sind dabei auf das spezifische Untersuchungsziel ausgerichtet. Dagegen handelt es sich bei der Sekundärforschung um die Auswertung bereits vorhandener oder publizierter Informationen wie zum Beispiel Beiträge in Fachzeitschriften, (amtliche) Statistiken oder Erhebungen zu anderen Zwecken.
Die Befragungsmethoden lassen sich nach dem Standardisierungsgrad und nach der Art der Fragestellung unterscheiden.  Die Standardisierung eines Fragebogens im Interview kann sehr hoch oder sehr niedrig sein. Sie ist hoch, wenn die Anzahl, die Reihenfolge und die Antwortmöglichkeiten weitgehend vorgegeben sind. Bei weniger standardisierten Fragebögen existiert in der Regel ein Interviewleitfaden mit einem größeren Spielraum zur Formulierung von Fragen, deren Reihenfolge und der Antwortmöglichkeiten. Das Tiefeninterview, bei dem offene oder assoziative Fragen im Vordergrund stehen, und der Befragte seinen Gedanken freien Lauf lassen kann, ist ein Beispiel für einen sehr geringen Standardisierungsgrad.
Nach der Art der Fragestellung unterscheidet man zwischen direkten (z. B. „Wie alt sind Sie?“) und projektiven oder psychologisch ‚geschickten‘ Fragen mit denen man vermeiden will, dass die befragten Personen sozial erwünschte Antworten geben. Sie sollten vielmehr einen Einblick in ihre „wahren“ Beweggründe ihres (Kauf)verhaltens ermöglichen. Außerdem lassen sich die Erhebungsmethoden in schriftliche, mündliche, telefonische oder Online-Befragungen unterteilen, deren Vor- und Nachteile weiter unten skizziert sind.
Schließlich kann man Befragungen und Beobachtungen nach dem Informationsbedarf und Analysezweck unterscheiden. Dazu zählen neben der Kundenanalyse auch die Wettbewerbs- und Marktanalyse. Hinzu kommt die Selbstanalyse, bei der firmeninterne Kunden (z. B. Mitarbeiter von Serviceabteilungen) Gegenstand der Untersuchung sind. Das gilt sowohl für das Investitionsgüter- als auch für Konsumgütermarketing.
Zusammenfassend kann man feststellen, dass das Kernanliegen einer Kundenbefragung darin besteht, alle für die langfristige Kundenbindung relevanten Informationen über Kunden und deren (erwartetes) Kaufverhalten möglichst valide und reliabel zu messen.

## Einsatzmöglichkeiten der Kundenbefragung
Generell lassen sich Informationen über Kundenbedürfnisse, Produktgestaltung, Markenbekanntheit, Unternehmensimage, Positionierung, mögliche Alleinstellungsmerkmale, Differenzierung im Wettbewerb, Preisgestaltung und Kundenzufriedenheit ermitteln.
In der Marktforschungspraxis gelten folgende Befragungsbereiche als besonders wichtig:
1. alle Leistungen und Leistungsprozesse des Anbieters (z. B. Produkte, Preise, bis zur Freundlichkeit und Zuverlässigkeit der Mitarbeiter mit Kundenkontakt)
2. besondere (positive/negative) Erlebnisse bzw. Erfahrungen (= so genannte critical incidents), aus denen man Rückschlüsse auf die Verbesserung des Leistungsangebotes ziehen kann
3. die Bereitschaft des Kunden, den Anbieter zu wechseln (Kundenloyalität oder -treue)
4. Kundenerwartungen (z. B. über zusätzliche Leistungen)
5. Image des Anbieters und seiner Wettbewerber
6. Überprüfung von Annahmen über die Qualität der angebotenen Leistungen (Fremdbild).

## Phasen einer Kundenbefragung im Überblick
Nach Willi Schneider und Martin Kornmeier sollte eine fundierte Befragung die nachfolgenden sechs Phasen umfassen:
- Phase 1: Einbeziehung der Mitarbeiter des Projektteams (gegebenenfalls einschließlich externer Berater)
- Phase 2: Möglichst präzise Festlegung von Untersuchungszielen zur Vermeidung von Doppelarbeiten und Irrwegen
- Phase 3: Explorative Voruntersuchung (mit unstrukturierten Interviews zur sinnvollen Abgrenzung des Fragebogens)
- Phase 4: Konzeption der Untersuchung mit Projektplan, Meilensteinen und Definition von Situationen, die den Abbruch des Projektes notwendig machen
- Phase 5: Durchführung der Interviews mit Auswertung und Analyse der Daten
- Phase 6: Präsentation und Visualisierung der Ergebnisse

Ein anderer Vorschlag zur Organisation einer Kundenbefragung stammt von Nikolas Beutin und sieht wie folgt aus:
- Phase 1: Konzeption (Zielgruppe, Stichprobe, Art der Befragung, Art der Fragestellung, Inhalte, Anonymität)
- Phase 2: Erhebung (Teilnahmequote, Qualitätssicherung der Erhebung, Dateieingabe)
- Phase 3: Auswertung (Qualitätssicherung der Auswertung, Analysearten, Berichtstruktur, Darstellung)
- Phase 4: Umsetzung (Durchführung von Maßnahmen einschließlich Prioritätensetzung und Erfolgskontrolle.)

Diese Einteilung geht durch den Einbezug der Umsetzung (Follow-up) über die eigentliche Durchführung einer Kundenbefragung hinaus.

## Phasen der Kundenbefragung im Einzelnen
- Phase 1: Einbeziehung der Mitarbeiter sowie Zusammenstellung eines Projektteams

Das durchführende Unternehmen sollte frühzeitig die Mitarbeiter in die Überlegungen einbeziehen, um die Akzeptanz und die Bereitschaft zur Mitwirkung zu erhöhen. Ferner ist es in der Regel zweckmäßig, ein Projektteam einzurichten, dessen Leiter bereits Erfahrung mit der Durchführung von Projekten der Organisations- und Strategieentwicklung hat. Die Projektmitglieder sollten Erfahrungen aus verschiedenen Funktionsbereichen wie zum Beispiel Vertrieb, Service oder Fertigung mitbringen.
- Phase 2: Festlegung von Untersuchungszielen und Zielgruppe(n)

Bei der Zielfestlegung geht es im Wesentlichen um die Beantwortung folgender Fragen:
- Wie viele Kundensegmente sind zu befragen? Sollen sämtliche Kundengruppen, Produktgruppen, Verantwortungsbereiche, Vertriebswege Länder und Regionen erforscht werden, oder wendet man sich lediglich einzelnen Segmenten zu. Grundsätzlich ist es empfehlenswert, sich bei der ersten Befragung (Pilotprojekt) auf ein Segment zu konzentrieren.
- Sollen sämtliche Leistungskomponenten, d. h. sowohl Produkte als auch Dienstleistungen analysiert werden? Kunden unterscheiden für Gewöhnlich nicht zwischen Produkt und Dienstleistung, sondern betrachten die vom Unternehmen angebotene Leistung als Ganzes (im Sinne einer Problemlösung). Aus diesem Grund empfiehlt es sich, die Zufriedenheit mit sämtlichen Leistungskomponenten abzufragen.
- An wen wendet man sich, wenn gewerbliche Kunden befragt werden sollen? Während die Auswahl des konkreten Ansprechpartners bei Privatkunden relativ leicht ist, kommen bei gewerblichen Kunden viele Ansprechpartner in Betracht. An einer gewerblichen Kaufentscheidung sind häufig mindestens vier Funktionsbereiche unmittelbar beteiligt: Einkauf, Nutzer, Geschäftsleitung und Finanzabteilung (Buying Center). Dies bedeutet, dass in der Regel mehrere Personen gleichzeitig befragt werden müssen. Sinnvoll ist auch eine Identifikation von Entscheidungsvorbereitern und den eigentlichen Entscheidern. Welche Zielgruppen sollen befragt werden? Grundsätzlich kommen drei Zielgruppen mit unterschiedlicher Zielsetzung in Frage: Potentielle Kunden (Ziele: Aufspüren von Neukundenpotential, Akquisition neuer Kunden, Suche nach Verbesserungspotential), derzeitige Kunden (Ziele Kundenbindung, „Cross Selling“) und ehemalige Kunden (Ziele: Aufdecken von Schwachstellen, Rückgewinnung). Insbesondere bei der Befragung ehemaliger Kunden ist ein reduzierter Fragebogen zu empfehlen, da diese Gruppe nachvollziehbarerweise die geringste Akzeptanz für Befragungen aufweist.

Am Ende dieser Phase sollte die Problemstellung formuliert/konkretisiert sein, die zu befragende Zielgruppe feststehen, eine Übersicht über bereits vorhandene Daten zusammengestellt, Budget und Zeitrahmen klar sein.
- Phase 3: Explorative Voruntersuchung

Vor der detaillierten Ausgestaltung des Befragungsinstruments sollte das Unternehmen eine explorative, d. h. eine aufhellende und strukturierende Voruntersuchung durchführen (Pretest). So lassen sich Erwartungen der Kunden und kaufentscheidende Faktoren ermitteln und die inhaltliche Qualität überprüfen.
- Phase 4: Konzeption der Untersuchung

In dieser Phase sind insbesondere vier Kernfragen zu klären:
- Welche Befragungsform soll genutzt werden: schriftlich, mündlich, telefonisch, online?
- Wie soll der Fragebogen aufgebaut sein und wie sollen die Fragen formuliert werden?
- Was ist der konkrete Gegenstand der Befragung?
- Wie sollen die Befragungsteilnehmer ausgewählt werden?

Wahl der Befragungsform: Bei schriftlichen Befragungen wird der Fragebogen an die Auskunftspersonen verteilt oder verschickt. Die Probanden füllen den Fragebogen aus und senden ihn an das Unternehmen bzw. an das beauftragte Institut zurück. Ein wesentliches Problem der schriftlichen Befragung liegt in den eher geringen Rücklaufquoten, welche die Repräsentativität der Ergebnisse unter Umständen gefährden. Der Vorteil liegt insbesondere darin, dass keine Interviewer benötigt werden, was die Kosten senkt.
Im Falle einer mündlichen Befragung (Face to face-Interview) stehen sich Interviewer und Auskunftsperson direkt gegenüber. Die mündliche Befragung kann sowohl als standardisiertes Interview, in dem Inhalte und Reihenfolge der Fragen festgelegt sind, als auch als freies Interview, in dem der Interviewer einen Ermessensspielraum bezüglich des Vorgehens hat, durchgeführt werden. Der wichtigste Vorteil dieser Erhebungsmethode liegt in der größeren Auskunftsbereitschaft, der größte Nachteil sind die hohen Kosten.
Die telefonische Befragung eignet sich insbesondere dann, wenn nur wenige und leicht zu beantwortende Fragen gestellt werden. Eine generelle Schwachstelle bildet das Misstrauen der Befragten gegenüber Telefoninterviews, da diese häufig als „getarnte“ Verkaufsgespräche missbraucht werden. Als Vorteil können auch hier, im Verhältnis zur mündlichen Befragung, geringere Kosten angesehen werden.
Internet-/Online-Befragungen gewinnen weiterhin an Bedeutung. Nach Nikolas Beutin kann man hier drei verschiedene Befragungsarten unterscheiden:
1. Fragebögen können per E-Mail verschickt werden
2. eine offene Befragung kann auf einer Homepage im Internet durchgeführt werden
3. eine geschlossene Befragung (nach Anmeldung durch Passwort) kann im Internet erfolgen.

Aufbau des Fragebogens und Formulierung der Fragen: Für den Aufbau des Fragebogens bietet sich folgende Struktur an:
- Eisbrecherfragen (Einleitungs-/Kontaktfragen) die der Einleitung des Interviews dienen, dem Befragten die Befangenheit nehmen sollen und eine entkrampfte Atmosphäre schaffen sollen.
- Sachfragen betreffen den eigentlichen Untersuchungsgegenstand und bilden den Hauptteil der Befragung.
- Kontrollfragen (Plausibilitätsfragen) sollen in erster Linie beantworten ob der Proband konsistent antwortet. Inhaltlich gleiche, aber unterschiedlich formulierte Fragen werden an verschiedenen Stellen im Bogen platziert, um zu überprüfen, ob der Befragte die gleiche Antwort gibt.
- Fragen zur Person sollten am Ende des Fragebogens stehen, weil dies die Neutralität der Antworten erhöht.

Für die Formulierung der Fragen stehen zwei Varianten zur Verfügung: die offene und die geschlossene Frage.
- Bei offenen Fragen werden keine Antwortmöglichkeiten vorgegeben. Somit werden die Antworten weniger subjektiv verzerrt. Ferner können neue Aspekte und bislang unbekannte Probleme zur Sprache kommen. Ein Nachteil offener Fragen liegt in der schwierigen Auswertung der Ergebnisse, da die Antworten in der Regel sehr unterschiedlich ausfallen.
- Bei geschlossenen Fragen sind Antwortmöglichkeiten vorgegeben. Sie können beispielsweise als einfache Ja/Nein-Fragen, als Alternativfragen (Auswahl aus einer begrenzten Anzahl von Möglichkeiten) oder unter als Erstellung von Rangfolgen formuliert werden.

Aus ökonomischen Gründen dominieren bei großen Stichproben, die vor allem im Konsumgütermarketing notwendig sind, überwiegend geschlossene Fragen an, weil deren Beantwortung, Codierung und Auswertung relativ wenig Aufwand verursacht. Bei der Formulierung von Fragen sollte man folgende Prinzipien beachten:
- Einfachheit (z. B. Vermeidung von komplexen Sätzen und Fachausdrücken)
- Neutralität (z. B. keine Suggestivfragen)
- Eindeutigkeit (z. B. Vermeidung von Doppelfragen)

Inhaltliche Ausgestaltung der Befragung: Die Inhalte jedes Fragebogens sollten von den Fähigkeiten und der Antwortbereitschaft der Befragten abhängig gemacht werden. Ebenfalls wichtig in diesem Bereich ist die Frage der Fokussierung der Befragung auf besonders wichtige Aspekte, weil meistens nicht alle interessierenden Inhalte abgefragt werden können. Außerdem sinkt bei einem langen Fragebogen und einem geringen Involvement die Antwortquote erheblich, was wiederum die Aussagekraft der Ergebung beeinträchtigt.
Auswahl der Befragungsteilnehmer: Hierbei geht es um die Frage, wie viele Teilnehmer für aussagekräftige Ergebnisse benötigt werden (Größe der Stichprobe), und wie diese auszuwählen sind. Eine Vollerhebung bringt zwar tendenziell aussagekräftigere Ergebnisse, kann in der Regel aber nur bei kleinen Kundenzahlen (ca. 1.000) durchgeführt werden. Möglich ist aber auch eine Kombination aus einer Vollerhebung für die größten Kunden (so genannte A-Kunden) und einer Teilerhebung für die kleineren Kunden (so genannte B- und C-Kunden).
- Phase 5: Datenerhebung und Analyse

Feldphase: Während dieser Phase, in der die Daten erhoben werden, sind zahlreiche Aufgaben zu erledigen, dazu gehören:
- Druck der Fragebögen
- Verfassen eines Begleitschreibens
- Versand der Fragebögen
- Anwerbung, Schulung und Kontrolle der Interviewer
- Dokumentation der Rücklaufquote

Bereinigung und Kodierung der Daten: Da die gesammelten Daten nicht immer vollständig (fehlende Informationen) oder korrekt (fehlerhafte Informationen) sind, müssen die erhaltenen Antworten häufig bereinigt werden. Deswegen sollten falsche, widersprüchliche oder weitgehend unausgefüllte Fragebögen nicht in die Auswertung einfließen. Fehlen hingegen nur wenige Angaben, kann man dieses Problem lösen, indem man einen Platzhalter oder den jeweiligen Mittelwert der Variablen einsetzt.
Die Kodierung bezeichnet den Prozess der Zusammenfassung von Rohdaten zu sinnvollen Gruppen (Kategorien), die anschließend in Zahlen umzuwandeln sind, damit man sie auswerten kann. Kategorisierungen sollten folgende Kriterien erfüllen:
- die Kategorien müssen in sich konsistent und im Hinblick auf das Ziel der Befragung relevant sein
- möglichst alle vorhandenen Daten sollten in das Kategoriesystem einzuordnen sein
- das Kategoriesystem sollte reproduzierbar (nachvollziehbar) sein, wenn ein anderer Datenanalyst dieselben Daten kategorisiert.

Qualitätssicherung der Daten: Fehler treten häufig in Form von Übertragungsfehlern auf. Dies gilt sowohl für die Übernahme der Daten von Papierfragebögen in eine Datenbank, als auch nach der Eingabe, durch die Transformierung einer Datenbank in andere Auswertungsprogramme.
Auswertung der qualitativen und quantitativen Daten: Die Auswertung qualitativer Daten, die durch wenig standardisierte, offene Fragen gewonnen werden, ist vergleichsweise aufwendig. Abhilfe schaffen hier die Kategorienbildung (Zusammenfassung gleichartiger oder zumindest ähnlicher Antworten) und die Zuordnung der Antworten zu den einzelnen Kategorien. Besonders prägnante Aussagen sollten allerdings gesondert dargestellt werden. Durch die Analyse der quantitativen Daten sollen im Wesentlichen die Einzeldaten verdichtet, anhand der Daten beobachtbare Sachverhalte beschrieben und Ursache-Wirkungs-Beziehungen und andere statistische Kennzahlen aufgedeckt werden. Die konkreten Verfahren umfassen univariate, bivariate und multivariate Analyseverfahren.
- Phase 6: Visualisierung und Präsentation des Ergebnisberichts

Ergebnisbericht: Zum Abschluss des Projekts sollen die Analyseergebnisse in einem schriftlichen Ergebnisbericht zusammengefasst werden. Dieser sollte
- verständlich formuliert
- visuell ansprechend aufbereitet
- fachlich kompetent kommentiert und
- managementorientiert kommuniziert werden.

Visualisierung der Befunde: Ergebnisse können verständlich, vergleichbar und leicht nachvollziehbar kommuniziert werden, wenn man sie in Form von Graphiken visualisiert. Hierzu stehen verschiedene Formen von Schaubildern zur Verfügung (Balkendiagramme, Kreisdiagramme, Kurvendiagramme, Punktdiagramme usw.). Bei der Ergebnispräsentation sind vor allem drei Grundsätze zu beachten:
1. die Präsentation ist an den spezifischen Bedürfnissen der angesprochenen Zielgruppe auszurichten,
2. sie muss das Interesse der Zuhörer wecken, indem sie Auskunft über die Umsetzung der Untersuchungsziele gibt;
3. schließlich sollte die Präsentation so organisiert sein, dass sie die Adressaten in die Lage versetzt, mit den Ergebnisse unmittelbar weiterzuarbeiten.

Wahl des geeigneten Kommunikationsmediums: Zum Einsatz können hier Overhead-Projektor, Flipchart, Pinnwand, Diaprojektor oder eine Präsentationssoftware (mit Beamer) kommen. Die Auswahl richtet sich nach den Vorlieben oder Erwartungen der Adressaten und sollte zur präsentierenden Person passen (authentisch sein).